# Jardim das Esculturas Porto Alegre

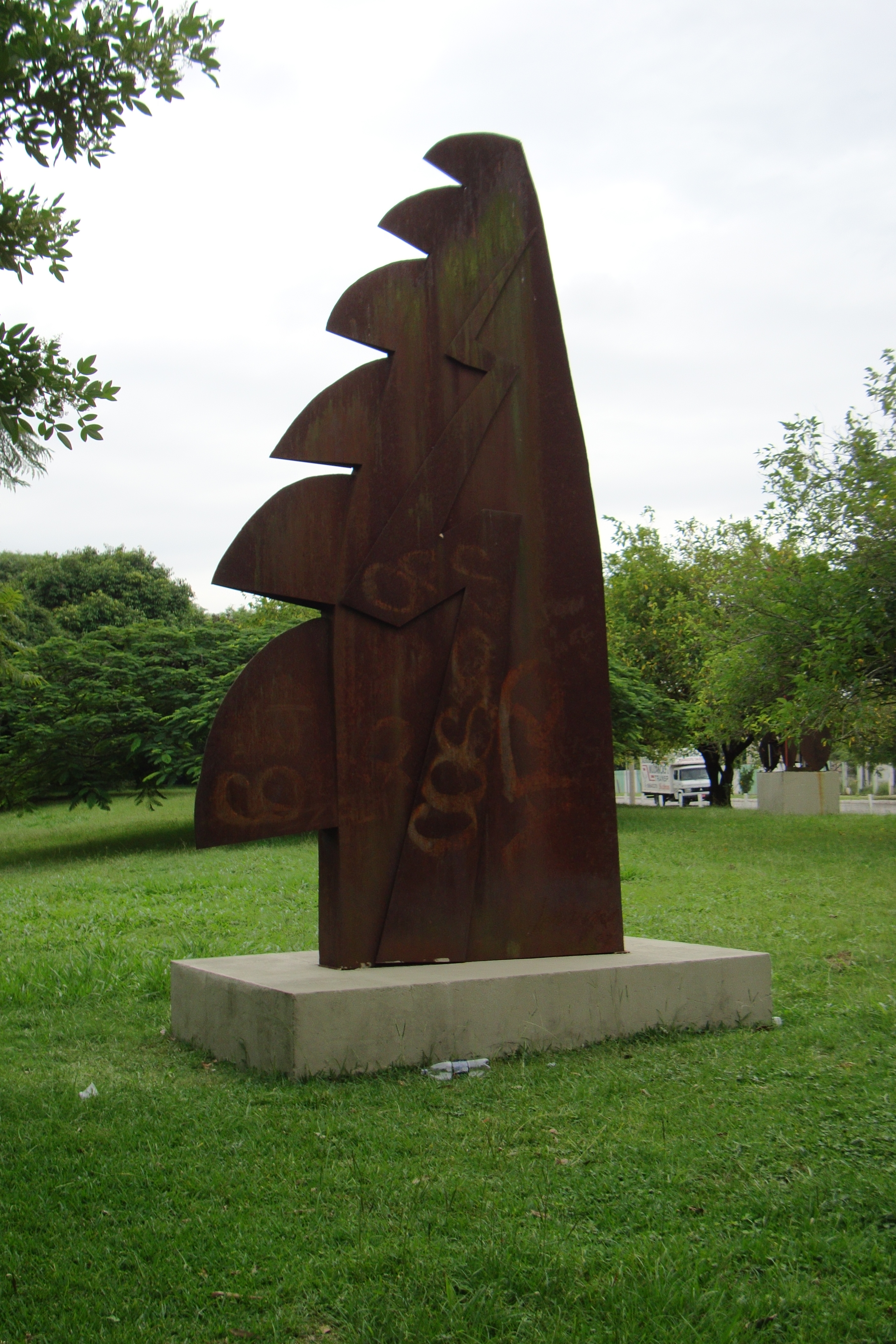
Rayo von Hernán Dompé

Jardim das Esculturas Porto Alegre (deutsch: Skulpturengarten von Porto Alegre) ist ein Skulpturenpark in der brasilianischen Stadt Porto Alegre.

## Geschichte
An der 1. Bienal do Mercosul für moderne Bildhauerei im Jahr 1997 haben Bildhauer aus Brasilien, Argentinien, Bolivien und Uruguay teilgenommen und ihre Werke wurden im Parque Marinha do Brasil aufgestellt.

## Sammlung Parque Marinha do Brasil
- Ted Carrasco (Bolivien): Cono Sur (1997)
- Aluíso Carvão (Brasilien): Cubo Cor (1997)
- Amílcar de Castro (Brasilien): Sem Tîtulo (1997)
- Hernán Dompé (Argentinien): Rayo (1997)
- Carlos Fajardo (Brasilien): Sem Tîtulo (1997)
- Enio Iommi (Argentinien): Planos em um Plano (1997)
- Julio Pérez Sanz (Argentinien): Mangrullos (1997)
- Francine Secretan (Bolivien): El Canto de las Flores (1997)
- Francisco Stockinger (Brasilien): Flor (1997)
- Franz Weissmann (Brasilien): Estrutura Linear (1997)

Des Weiteren befinden sich in Porto Alegre Bildhauerwerke späterer Biennalen unter anderen von der 4. Bienal do Mercosul von 2003 und der 5. Bienal do Mercosul von 2005:
- Saint Clair Cemin: SuperCuia aus 2003
- Waltércio Caldas: Espelho Rápido aus 2005
- Mauro Fuke: Sem Tîtulo aus 2005
- Carmela Gross: Cascata aus 2005
- José Resende: Olhos Agentos aus 2005

## Fotogalerie

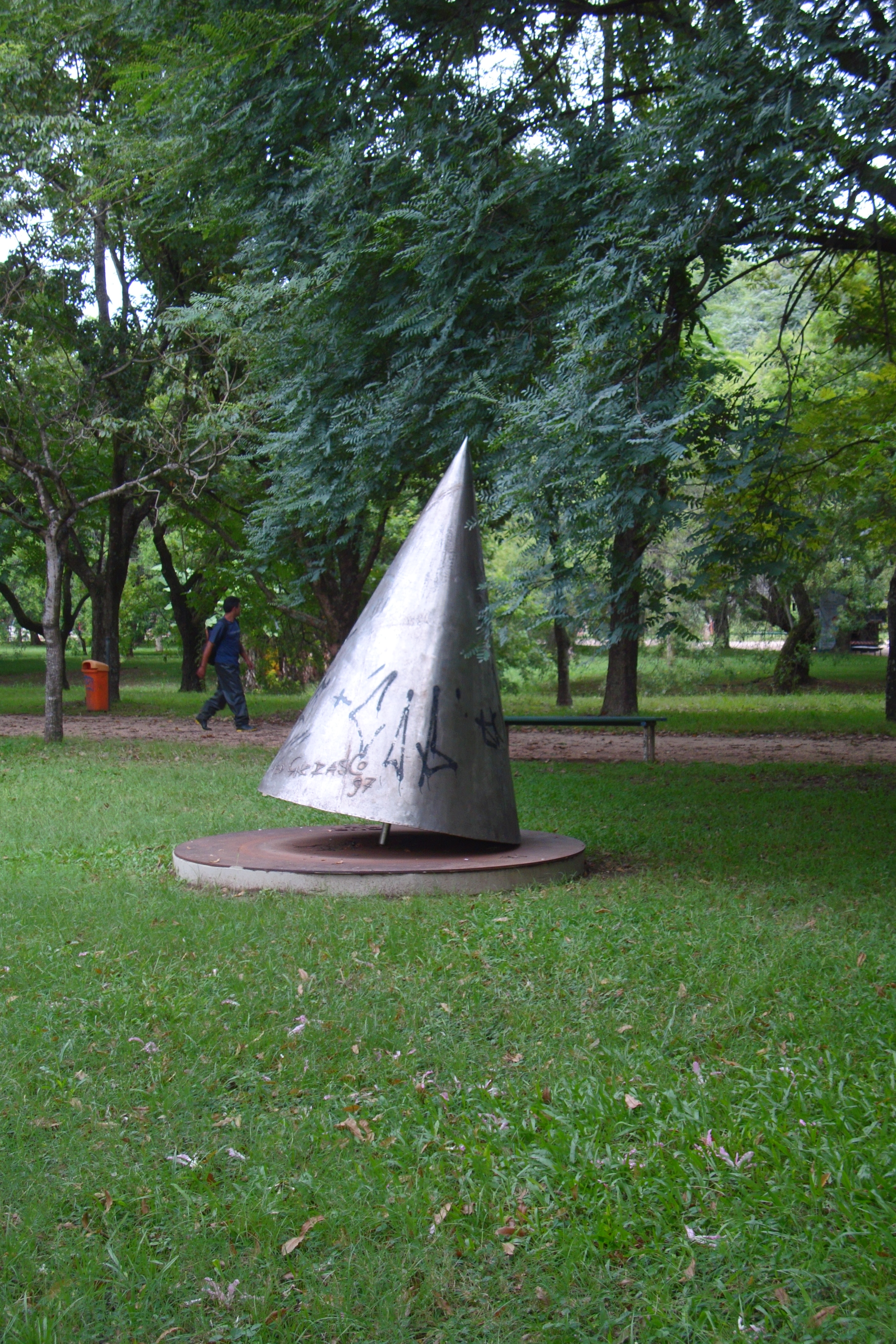
Cono Sur von Ted Carrasco
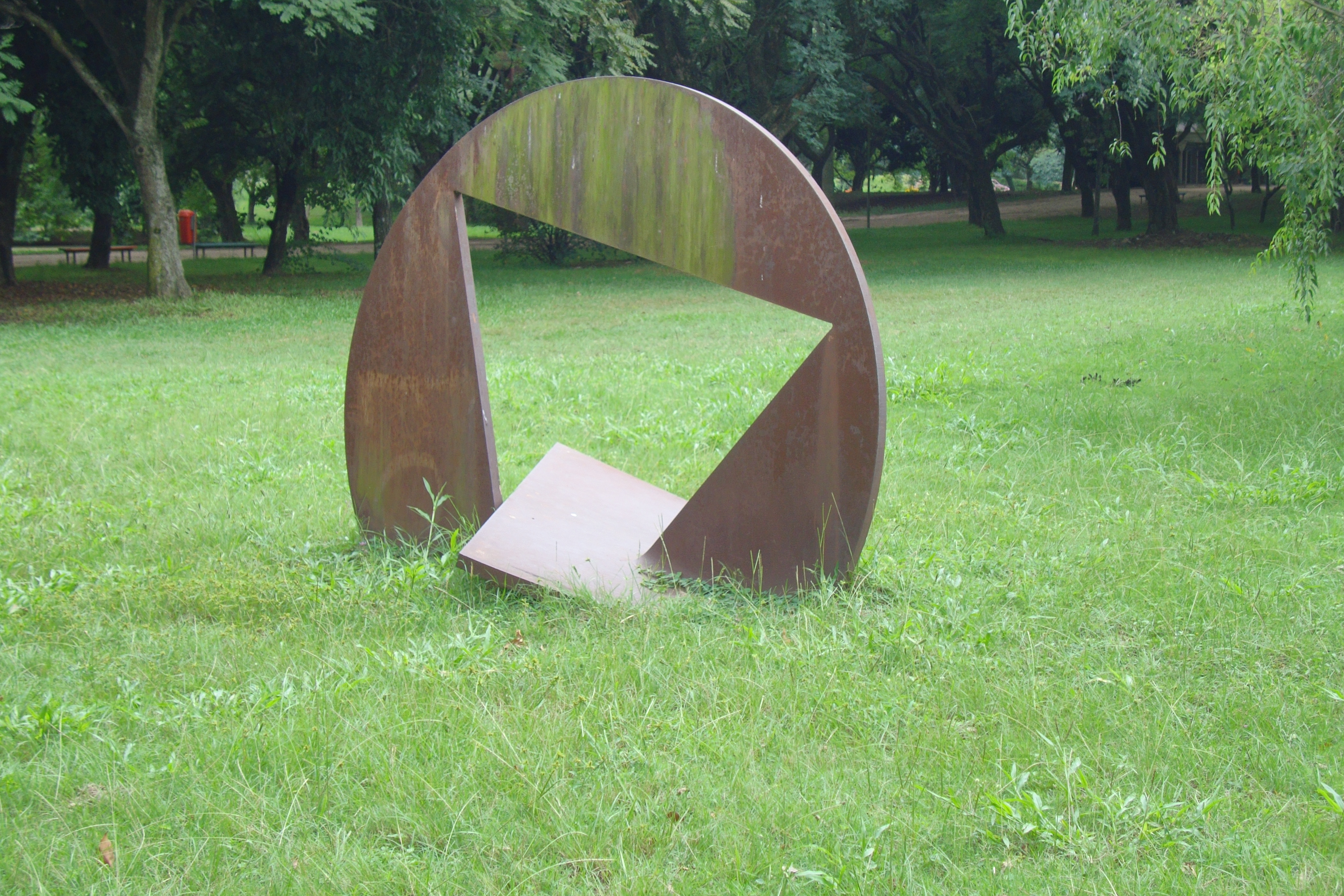
Sem Tîtulo von Amílcar de Castro
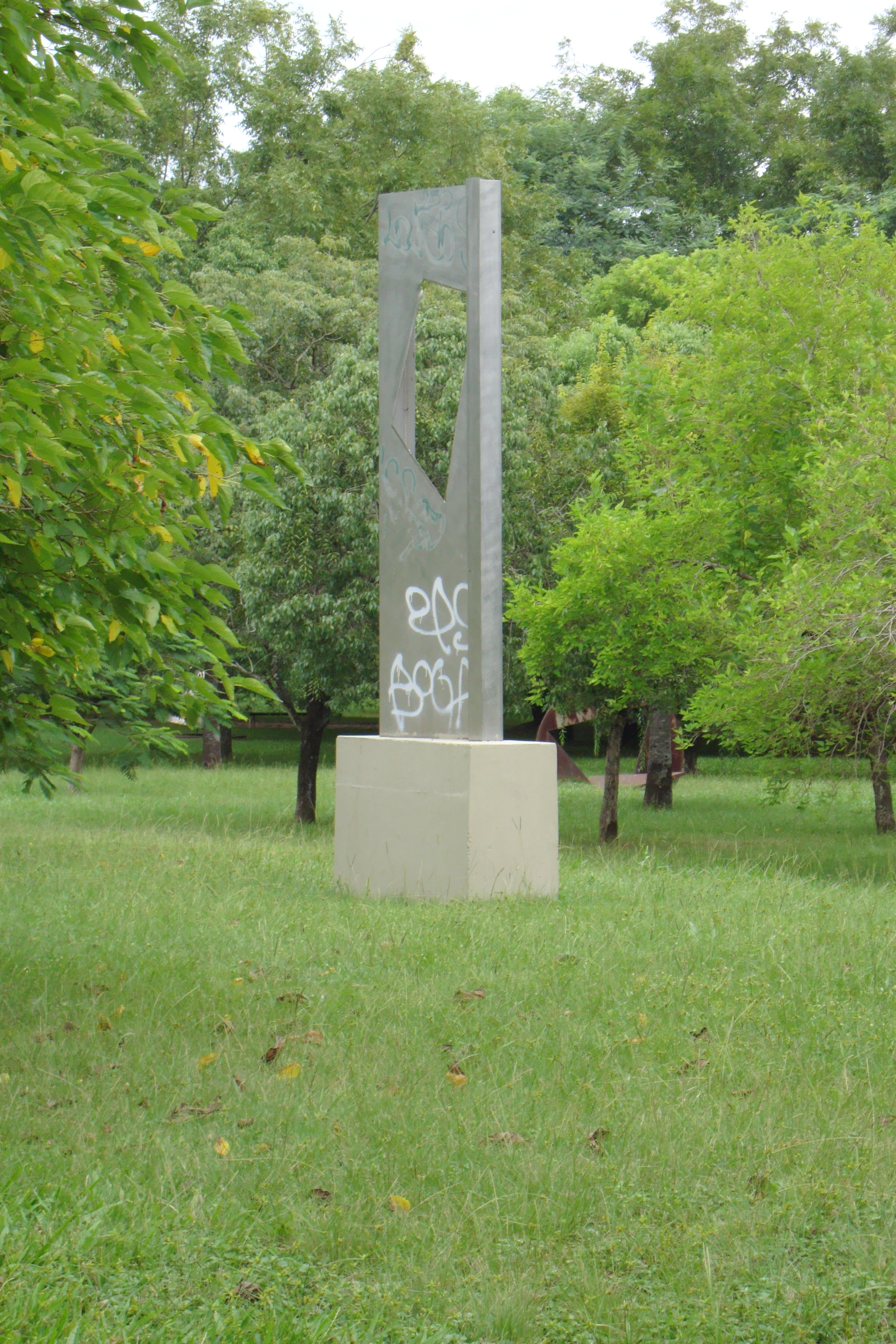
Planos em um Plano (1997)
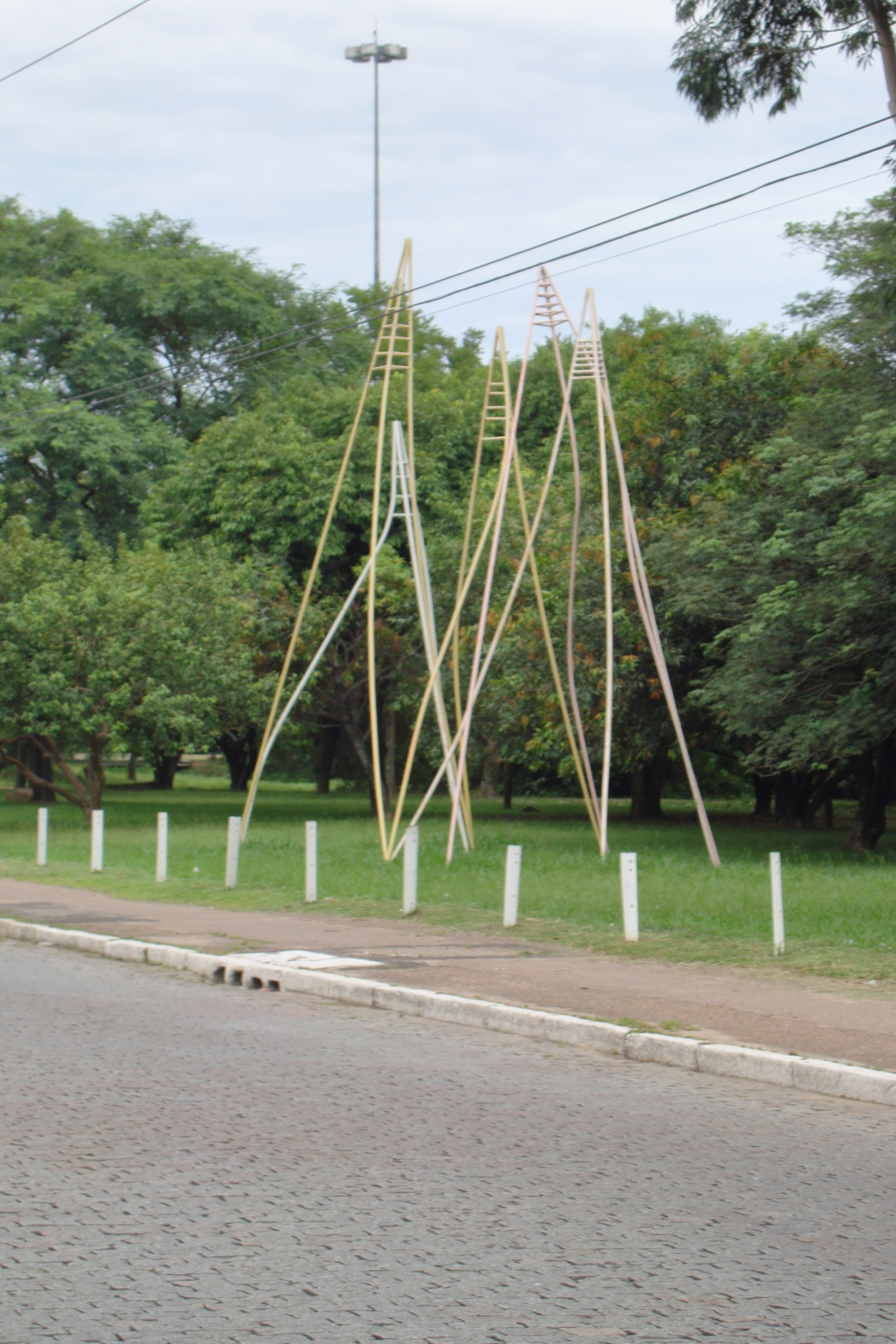
Mangrullos von Julio Pérez Sanz
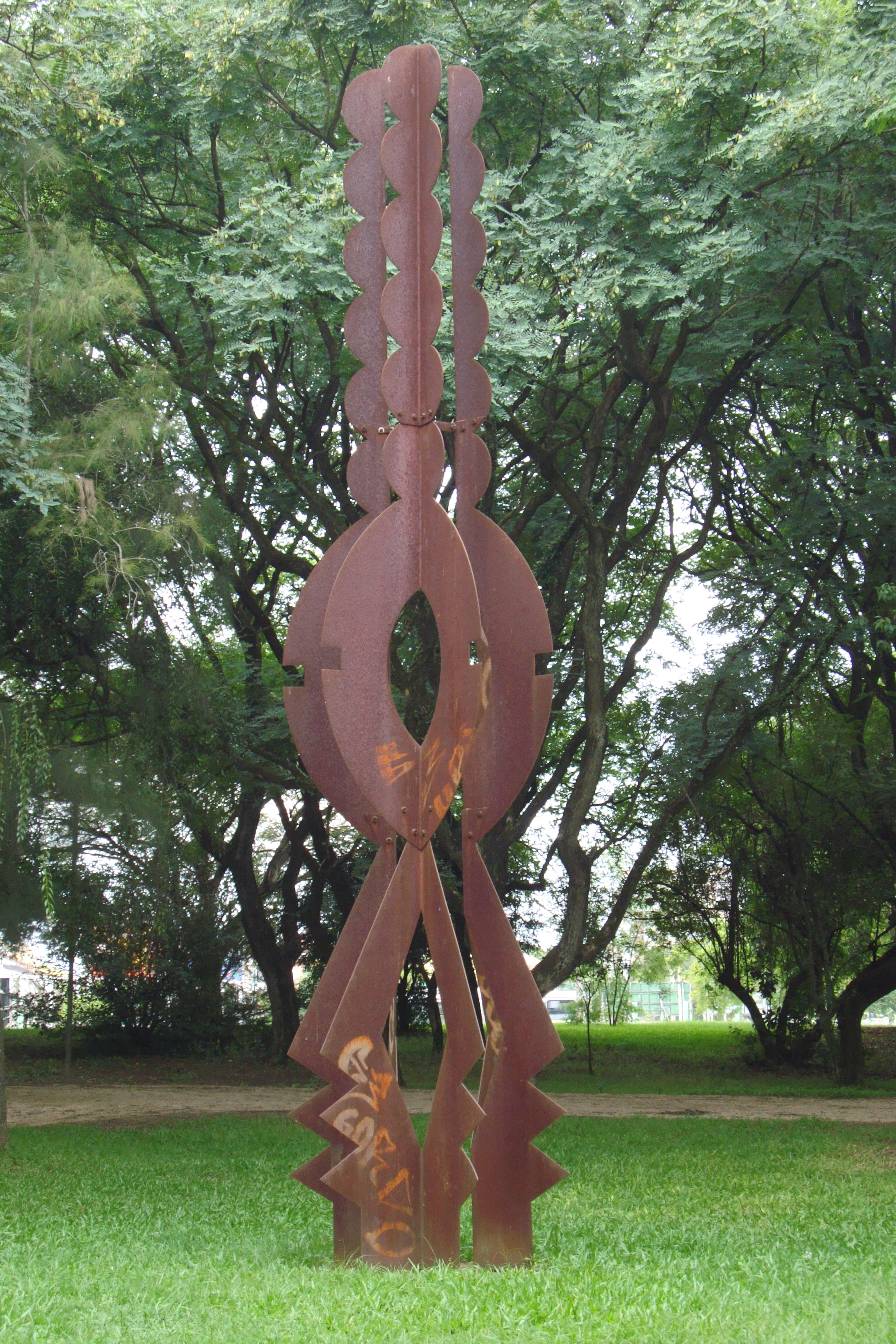
El Canto de las Flores von Francine Secretan
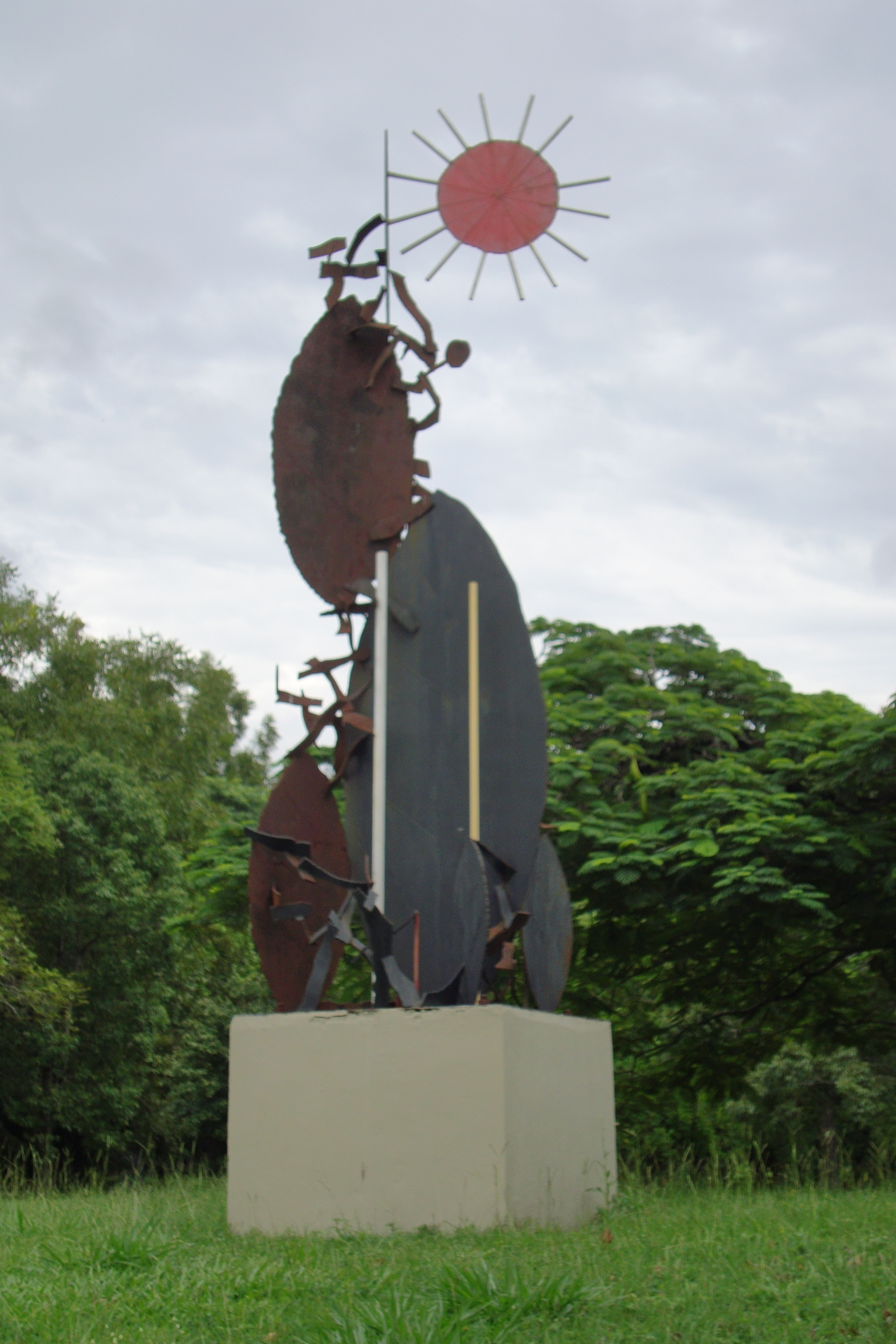
Flor von Francisco Stockinger
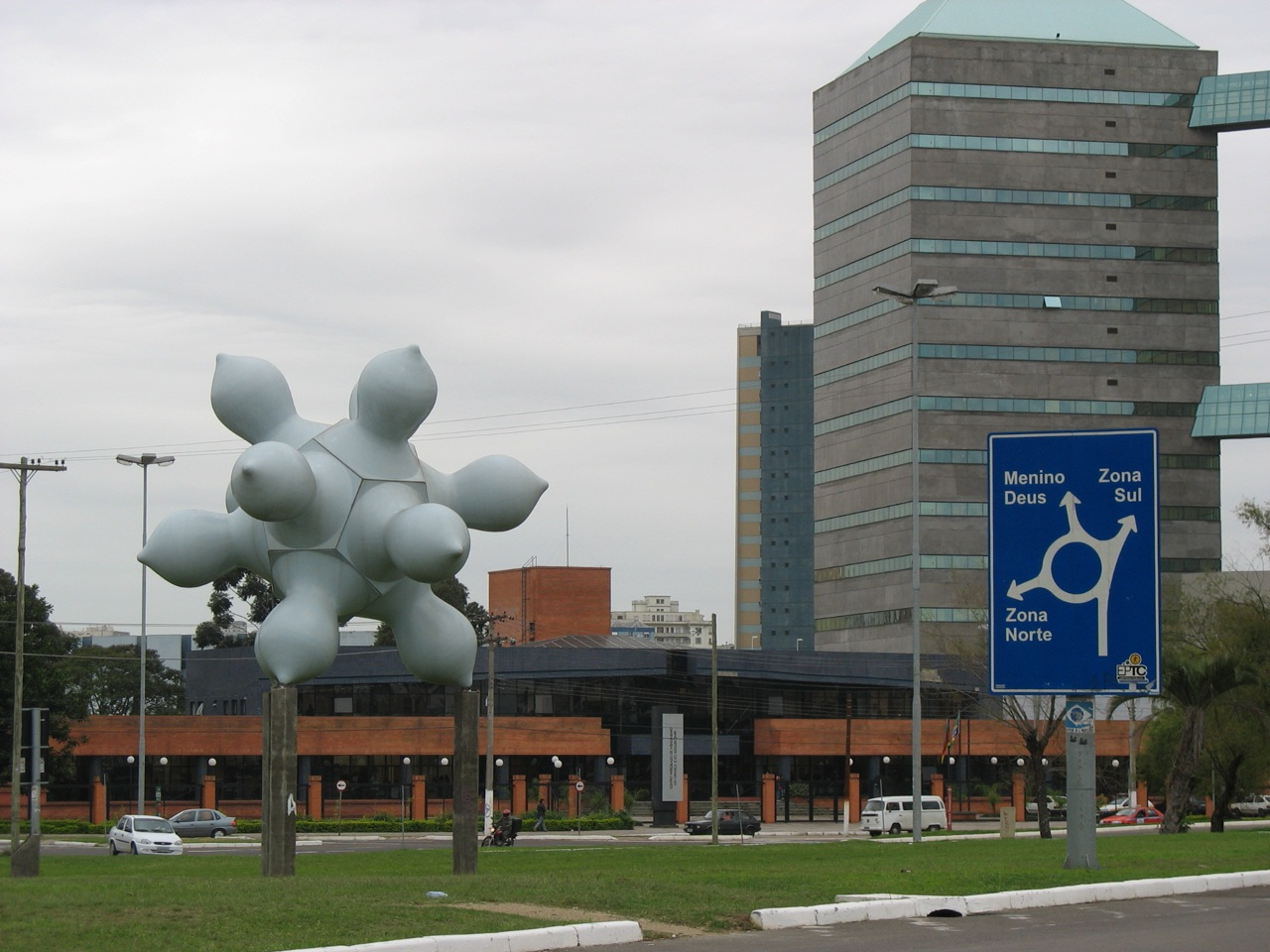
SuperCuia (2003) von Saint Clair Cemin